# Salvami (Jovanotti)
Salvami è il primo singolo estratto dall'album di Jovanotti Il quinto mondo, distribuito nel 2002. Il brano ha raggiunto la vetta della classifica settimanale dei singoli più venduti in Italia.
È stato frequentemente trasmesso in radio, raggiungendo la posizione numero 1 dell'airplay.

## Tracce
1. Salvami
2. Fino in fondo all'A.
3. Attaccami la spina (live in Bruxelles)
4. Video making dell'album (traccia multimediale)

## Classifiche
| Classifica (2002) | Posizione massima |
| ----------------- | ----------------- |
| Italia            | 1                 |

### Classifiche di fine anno
| Classifica (2002) | Posizione |
| ----------------- | --------- |
| Italia            | 29        |